# Arbeitserziehungslager

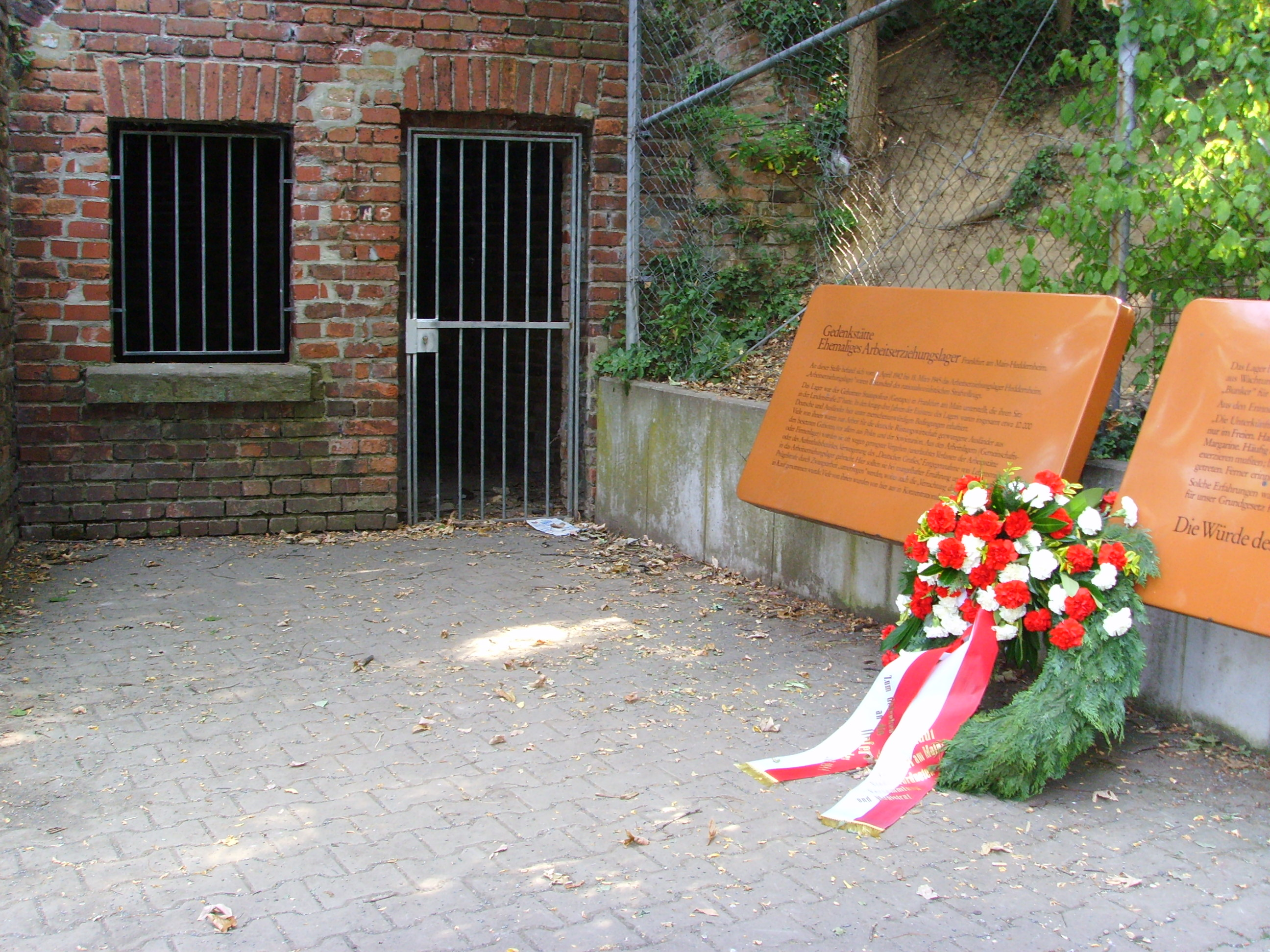
Arbeitserziehungslager Frankfurt-Heddernheim

Arbeitserziehungslager, ofwel werkopvoedingkampen, werden door de nazi's ingesteld tijdens de Tweede Wereldoorlog. 
Tijdens de Tweede Wereldoorlog had Duitsland een groot arbeidstekort omdat een groot aantal jonge Duitsers naar het front werd gestuurd. Om deze arbeidstekorten op te vangen werden (jonge) mannen uit de Duitse bezette gebieden als Fremdarbeiter tewerkgesteld in Duitse fabrieken. Dit heette Arbeitseinsatz, doch betekende in de praktijk niets minder dan dwangarbeid. Op een gegeven moment werkten 7,5 miljoen dwangarbeiders in Duitse gebieden.
Omdat er veel weerstand bestond tegen de dwangarbeid werden zogenaamde Arbeitserziehungslager ingericht. Dwangarbeiders die weigerden te werken, probeerden te vluchten of verdacht werden van sabotage werden voor onbepaalde tijd naar deze opvoedingskampen gestuurd. De leef- en werkomstandigheden hier waren te vergelijken met die van de reguliere concentratiekampen in het Derde Rijk. Een voorbeeld van een Arbeitserziehungslager was het kamp Oberndorf-Aistaig (Württemberg).